# Irne
Die Irne oder nur Irn war ein Tiroler Volumenmaß für Flüssigkeiten. Abgeleitet vom lateinischen irnea, hirnea, beschreibt der Begriff einen Weinkrug, ein Weingefäß. Die Irne war etwas größer als der Wiener Weineimer (= 56,589 Liter), der 40 Maß hatte. 
- 1 Irne = 1 Eimer = 55 Maß (= 1,414724 Liter) = 77,809 Liter

Eine spätere andere Schreibweise des Maßes war Ueren, Üren, Yhren oder Yehren mit abweichenden Werten.